# 普宁角蟾
普宁角蟾（学名：Boulenophrys puningensis），一种于中华人民共和国广东省普宁市大坪镇龙坑村附近的龙潭水库发现的两栖动物，隶属于角蟾科布角蟾属。普宁角蟾是第一种模式产地位于普宁市的陆生脊椎动物。